# 183357 Rickshelton
183357 Rickshelton este o planetă minoră (asteroid) din centura de asteroizi. A fost descoperită pe 9 noiembrie 2002 la Observatorul Național Kitt Peak de Marc Buie⁠(d) și a fost numită după Richard Shelton⁠(d). 
Obiectul prezintă o orbită caracterizată de o semiaxă mare de 2,5446982598795 UAi, o excentricitate de 0,22, o înclinație de 5,6 ° în raport cu ecliptica.